# Vendays-Montalivet
Vendays-Montalivet település Franciaországban, Gironde megyében. Lakosainak száma 2820 fő (2022. január 1.). Vendays-Montalivet Vensac, Naujac-sur-Mer, Gaillan-en-Médoc és Queyrac községekkel határos.

## Népesség
A település népessége az elmúlt években az alábbi módon változott:
| Lakosok száma | 1630 | 1636 | 1681 | 2156 | 2463 | 2453 | 2445 | 2410 | 2548 | 2820 |
|               | 1968 | 1982 | 1990 | 2006 | 2013 | 2015 | 2017 | 2019 | 2020 | 2022 |